# Heinz Assmann
Pour les articles homonymes, voir Assmann.
Le capitaine Heinz Assmann, né le 15 août 1904 à Stendal et mort le 15 octobre 1954 à Hambourg, est un officier de la marine militaire allemande qui fut officier d'état-major de la Kriegsmarine, affecté à l'OKW durant la Seconde Guerre mondiale. Il est connu pour avoir fait partie des victimes de l'attentat du 20 juillet 1944 contre Adolf Hitler, au cours duquel il est blessé.

## Biographie
Assmann est né à Stendal dans la province de Saxe. Il rejoint la Reichsmarine en 1922 et est affecté, en novembre 1938 en tant qu'officier d'état  major de l'amirauté auprès du commandement du groupe naval Est. Il sert ensuite à la division des opérations navales, puis comme premier officier du Tirpitz d'octobre 1942 à août 1943. De septembre 1943 à août 1945, il est officier d'état-major général à l'OKH où il assure la liaison avec la Kriegsmarine
Après-guerre, il publie ses mémoires sur les nombreuses réunions de briefing auxquelles il a participé en présence de Hitler. De 1953 à 1954, il est membre du parlement de Hambourg.